# Liste der Nummer-eins-Hits in Dänemark (2002)
Dies ist eine Liste der Nummer-eins-Hits in Dänemark im Jahr 2002. Sie basiert auf den offiziellen Album Top-40 und Single Top-20, die im Auftrag von IFPI Danmark erstellt werden. Es gab in diesem Jahr 17 Nummer-eins-Singles und 25 Nummer-eins-Alben.

## Singles
| ← 2001 ← | Liste der Nummer-eins-Hits in Dänemark | Liste der Nummer-eins-Hits in Dänemark | Liste der Nummer-eins-Hits in Dänemark | 2003 →                                                                                                  |
| \| Zeitraum \| Wo. ges. \| Interpret \| Titel Autor(en) \| Zusätzliche Informationen \| \| (Zeitraum, Wochen auf Platz eins, Interpret, Titel, Autor[en], zusätzliche Informationen) \| \| \| \| \| \| ----------------------------------------------------------------------------------------- \| -------- \| --------------------- \| ------------------------------------------------------------------------------------------------------------------------------------------------------------------------------------------------------------------------------------------------------------------------------------------------------------------------------------------ \| ------------------------------------------------------------------------------------------------------- \| \| 29. Oktober 2001 – 3. Januar 2002 9 Wochen \| 9 \| Eye Q \| I Want What She’s Got Jodie Wilson, Mark Mueller, Steve Lee \| – \| \| 4. Januar 2002 – 10. Januar 2002 1 Woche \| 1 \| Afroman \| Because I Got High Joseph Foreman \| – \| \| 11. Januar 2002 – 17. Januar 2002 1 Woche \| 1 \| Anastacia \| Paid My Dues Gregory Dean Lawson, Damon Sharpe, Lamenga Kafi Ford, Anastacia L. Newkirk \| – \| \| 18. Januar 2002 – 24. Januar 2002 1 Woche \| 1 \| Gigi D’Agostino \| L’amour toujours Musik: Luigino Di Agostino, Paolo Sandrini, Carlo Montagner: Text: Luigino Di Agostino, Diego Maria Leoni \| – \| \| 25. Januar 2002 – 7. Februar 2002 2 Wochen \| 2 \| Nickelback \| How You Remind Me Chad Robert Kroeger, Michael Douglas Henry Kroeger, Ryan Anthony Peake, Ryan Vikedal \| – \| \| 8. Februar 2002 – 28. März 2002 7 Wochen (insgesamt 10) \| 10 \| Shakira \| Whenever, Wherever Shakira Isabel Mebarak, Gloria M. Estefan, Timothy C. Mitchell \| – \| \| 29. März 2002 – 4. April 2002 1 Woche \| 1 \| George Michael \| Freeek! George Michael, Ruadhri Felix Cushnan, James Philip Jackman, Niall Patrick Flynn, Robert Earl Bell, Ronald N. Bell, George M. Brown, Dennis Thomas, Claydes Smith, Richard Westfield, Robert Mickens, Roy Handy, Cleveland Horne, Timothy Z. Mosley, Gene Redd, Kamaal Ibn John Fareed, Stephen Ellis Garrett, James Dewitt Yancey \| – \| \| 5. April 2002 – 25. April 2002 3 Wochen (insgesamt 10) \| 10 \| Shakira \| Whenever, Wherever Shakira Isabel Mebarak, Gloria M. Estefan, Timothy C. Mitchell \| – \| \| 26. April 2002 – 16. Mai 2002 3 Wochen \| 3 \| DJ Aligator Project \| Stomp! \| – \| \| 17. Mai 2002 – 30. Mai 2002 2 Wochen \| 2 \| Ronan Keating \| If Tomorrow Never Comes Kent Evan Blazy, Troyal Garth Brooks \| – \| \| 31. Mai 2002 – 20. Juni 2002 3 Wochen \| 3 \| Eminem \| Without Me Anne Jennifer Dudley, Marshall Mathers, Jeffrey Irwin Bass, Malcolm Robert Andrew McLaren, Trevor Charles Horn, Kevin Dean Bell \| – \| \| 21. Juni 2002 – 8. August 2002 7 Wochen (insgesamt 11) \| 11 \| Elvis Presley vs. JXL \| A Little Less Conversation Mac Davis, Billy Strange \| – \| \| 9. August 2002 – 15. August 2002 1 Woche \| 1 \| George Michael \| Shoot the Dog George Michael, Ian Charles Burden, Philip Oakey \| – \| \| 16. August 2002 – 5. September 2002 3 Wochen (insgesamt 11) \| 11 \| Elvis Presley \| A Little Less Conversation Mac Davis, Billy Strange \| – \| \| 6. September 2002 – 12. September 2002 1 Woche (insgesamt 2) \| 2 \| Outlandish \| Guantanamo Musik: Isam Bachiri, Roger Lenny Martinez, Jeppe Bisgaard, Miguel Yadam Gonzalez Cardeneas, Saqib Ahmad Hassan; Text: Isam Bachiri, Roger Lenny Martinez, Waqas Ali Qadri \| – \| \| 13. September 2002 – 19. September 2002 1 Woche (insgesamt 11) \| 11 \| Elvis Presley \| A Little Less Conversation Mac Davis, Billy Strange \| – \| \| 20. September 2002 – 26. September 2002 1 Woche (insgesamt 2) \| 2 \| Outlandish \| Guantanamo Musik: Isam Bachiri, Roger Lenny Martinez, Jeppe Bisgaard, Miguel Yadam Gonzalez Cardeneas, Saqib Ahmad Hassan; Text: Isam Bachiri, Roger Lenny Martinez, Waqas Ali Qadri \| – \| \| 27. September 2002 – 3. Oktober 2002 1 Woche \| 1 \| Suede \| Positivity Brett Anderson, Richard Oakes, Neil Codling, Mat Osman, Simon Charles Gilbert \| – \| \| 4. Oktober 2002 – 14. November 2002 6 Wochen \| 6 \| Las Ketchup \| The Ketchup Song (Aserejé) Francisco Manuel Ruiz Gomez \| – \| \| 15. November 2002 – 12. Dezember 2002 4 Wochen \| 4 \| Jon \| Right Here Next to You Søren Rasted \| Jon Nørgaard ist der dänische Popstars-Sieger in diesem Jahr. \| \| 13. Dezember 2002 – 9. Januar 2003 4 Wochen (insgesamt 6) \| 6 \| Julie \| Every Little Part of Me Musik: Kim Møller Elsberg; Text: Billy Lawrie \| Julie Berthelsen belegte bei Popstars zwar nur den zweiten Platz, hat mit ihrem Debüt aber auch Erfolg. \| |                                        |                                        | | |
| ← 2001 |                                        |                                        | | → 2003 →                                                                                                |
| Zeitraum | Wo. ges.                               | Interpret                              | Titel Autor(en) | Zusätzliche Informationen                                                                               |
| (Zeitraum, Wochen auf Platz eins, Interpret, Titel, Autor[en], zusätzliche Informationen) |                                        |                                        | | |
| 29. Oktober 2001 – 3. Januar 2002 9 Wochen | 9                                      | Eye Q                                  | I Want What She’s Got Jodie Wilson, Mark Mueller, Steve Lee | – |
| 4. Januar 2002 – 10. Januar 2002 1 Woche | 1                                      | Afroman                                | Because I Got High Joseph Foreman | – |
| 11. Januar 2002 – 17. Januar 2002 1 Woche | 1                                      | Anastacia                              | Paid My Dues Gregory Dean Lawson, Damon Sharpe, Lamenga Kafi Ford, Anastacia L. Newkirk | – |
| 18. Januar 2002 – 24. Januar 2002 1 Woche | 1                                      | Gigi D’Agostino                        | L’amour toujours Musik: Luigino Di Agostino, Paolo Sandrini, Carlo Montagner: Text: Luigino Di Agostino, Diego Maria Leoni | – |
| 25. Januar 2002 – 7. Februar 2002 2 Wochen | 2                                      | Nickelback                             | How You Remind Me Chad Robert Kroeger, Michael Douglas Henry Kroeger, Ryan Anthony Peake, Ryan Vikedal | – |
| 8. Februar 2002 – 28. März 2002 7 Wochen (insgesamt 10) | 10                                     | Shakira                                | Whenever, Wherever Shakira Isabel Mebarak, Gloria M. Estefan, Timothy C. Mitchell | – |
| 29. März 2002 – 4. April 2002 1 Woche | 1                                      | George Michael                         | Freeek! George Michael, Ruadhri Felix Cushnan, James Philip Jackman, Niall Patrick Flynn, Robert Earl Bell, Ronald N. Bell, George M. Brown, Dennis Thomas, Claydes Smith, Richard Westfield, Robert Mickens, Roy Handy, Cleveland Horne, Timothy Z. Mosley, Gene Redd, Kamaal Ibn John Fareed, Stephen Ellis Garrett, James Dewitt Yancey | – |
| 5. April 2002 – 25. April 2002 3 Wochen (insgesamt 10) | 10                                     | Shakira                                | Whenever, Wherever Shakira Isabel Mebarak, Gloria M. Estefan, Timothy C. Mitchell | – |
| 26. April 2002 – 16. Mai 2002 3 Wochen | 3                                      | DJ Aligator Project                    | Stomp! | – |
| 17. Mai 2002 – 30. Mai 2002 2 Wochen | 2                                      | Ronan Keating                          | If Tomorrow Never Comes Kent Evan Blazy, Troyal Garth Brooks | – |
| 31. Mai 2002 – 20. Juni 2002 3 Wochen | 3                                      | Eminem                                 | Without Me Anne Jennifer Dudley, Marshall Mathers, Jeffrey Irwin Bass, Malcolm Robert Andrew McLaren, Trevor Charles Horn, Kevin Dean Bell | – |
| 21. Juni 2002 – 8. August 2002 7 Wochen (insgesamt 11) | 11                                     | Elvis Presley vs. JXL                  | A Little Less Conversation Mac Davis, Billy Strange | – |
| 9. August 2002 – 15. August 2002 1 Woche | 1                                      | George Michael                         | Shoot the Dog George Michael, Ian Charles Burden, Philip Oakey | – |
| 16. August 2002 – 5. September 2002 3 Wochen (insgesamt 11) | 11                                     | Elvis Presley                          | A Little Less Conversation Mac Davis, Billy Strange | – |
| 6. September 2002 – 12. September 2002 1 Woche (insgesamt 2) | 2                                      | Outlandish                             | Guantanamo Musik: Isam Bachiri, Roger Lenny Martinez, Jeppe Bisgaard, Miguel Yadam Gonzalez Cardeneas, Saqib Ahmad Hassan; Text: Isam Bachiri, Roger Lenny Martinez, Waqas Ali Qadri | – |
| 13. September 2002 – 19. September 2002 1 Woche (insgesamt 11) | 11                                     | Elvis Presley                          | A Little Less Conversation Mac Davis, Billy Strange | – |
| 20. September 2002 – 26. September 2002 1 Woche (insgesamt 2) | 2                                      | Outlandish                             | Guantanamo Musik: Isam Bachiri, Roger Lenny Martinez, Jeppe Bisgaard, Miguel Yadam Gonzalez Cardeneas, Saqib Ahmad Hassan; Text: Isam Bachiri, Roger Lenny Martinez, Waqas Ali Qadri | – |
| 27. September 2002 – 3. Oktober 2002 1 Woche | 1                                      | Suede                                  | Positivity Brett Anderson, Richard Oakes, Neil Codling, Mat Osman, Simon Charles Gilbert | – |
| 4. Oktober 2002 – 14. November 2002 6 Wochen | 6                                      | Las Ketchup                            | The Ketchup Song (Aserejé) Francisco Manuel Ruiz Gomez | – |
| 15. November 2002 – 12. Dezember 2002 4 Wochen | 4                                      | Jon                                    | Right Here Next to You Søren Rasted | Jon Nørgaard ist der dänische Popstars-Sieger in diesem Jahr.                                           |
| 13. Dezember 2002 – 9. Januar 2003 4 Wochen (insgesamt 6) | 6                                      | Julie                                  | Every Little Part of Me Musik: Kim Møller Elsberg; Text: Billy Lawrie | Julie Berthelsen belegte bei Popstars zwar nur den zweiten Platz, hat mit ihrem Debüt aber auch Erfolg. |

## Alben
| ← 2001 ← | Liste der Nummer-eins-Hits in Dänemark | Liste der Nummer-eins-Hits in Dänemark | Liste der Nummer-eins-Hits in Dänemark                 | 2003 →                    |
| \| Zeitraum \| Wo. ges. \| Interpret \| Titel \| Zusätzliche Informationen \| \| (Zeitraum, Wochen auf Platz eins, Interpret, Titel, zusätzliche Informationen) \| \| \| \| \| \| ------------------------------------------------------------------------------ \| -------- \| -------------------------- \| ------------------------------------------------------ \| ------------------------- \| \| 3. Dezember 2001 – 10. Januar 2002 5 Wochen (insgesamt 6) \| 6 \| Kim Larsen & Kjukken \| Sange fra glemmebogen \| – \| \| 11. Januar 2002 – 17. Januar 2002 1 Woche (insgesamt 2) \| 2 \| Anastacia \| Freak of Nature \| – \| \| 18. Januar 2002 – 24. Januar 2002 1 Woche (insgesamt 6) \| 6 \| Kim Larsen & Kjukken \| Sange fra glemmebogen \| – \| \| 25. Januar 2002 – 31. Januar 2002 1 Woche (insgesamt 2) \| 2 \| Anastacia \| Freak of Nature \| – \| \| 1. Februar 2002 – 28. Februar 2002 4 Wochen \| 4 \| Saybia \| The Second You Sleep \| – \| \| 1. März 2002 – 7. März 2002 1 Woche \| 1 \| D-A-D \| Soft Dogs \| – \| \| 8. März 2002 – 14. März 2002 1 Woche \| 1 \| James Sampson \| James \| – \| \| 15. März 2002 – 4. April 2002 3 Wochen \| 3 \| På Slaget 12 \| Let’s Dance \| – \| \| 5. April 2002 – 23. Mai 2002 7 Wochen \| 7 \| (Verschiedene Interpreten) \| M:G:P 2002 \| – \| \| 24. Mai 2002 – 30. Mai 2002 1 Woche \| 1 \| Moby \| 18 \| – \| \| 31. Mai 2002 – 6. Juni 2002 1 Woche (insgesamt 5) \| 5 \| Razz \| Kickflipper \| – \| \| 7. Juni 2002 – 13. Juni 2002 1 Woche \| 1 \| C. V. Jørgensen \| Fraklip fra det fjerne \| – \| \| 14. Juni 2002 – 20. Juni 2002 1 Woche (insgesamt 5) \| 5 \| Razz \| Kickflipper \| – \| \| 1. Juni 2002 – 27. Juni 2002 4 Wochen \| 4 \| David Bowie \| Heathen \| – \| \| 28. Juni 2002 – 18. Juli 2002 3 Wochen (insgesamt 5) \| 5 \| Razz \| Kickflipper \| – \| \| 19. Juli 2002 – 8. August 2002 3 Wochen \| 3 \| Red Hot Chili Peppers \| By the Way \| – \| \| 9. August 2002 – 15. August 2002 1 Woche \| 1 \| Bruce Springsteen \| The Rising \| – \| \| 16. August 2002 – 29. August 2002 2 Wochen (insgesamt 3) \| 3 \| Brødrene Olsen \| Songs \| – \| \| 30. August 2002 – 5. September 2002 1 Woche \| 1 \| Paul Krebs \| Striber af lys \| – \| \| 6. September 2002 – 12. September 2002 1 Woche \| 1 \| Coldplay \| A Rush of Blood to the Head \| – \| \| 13. September 2002 – 19. September 2002 1 Woche (insgesamt 3) \| 3 \| Brødrene Olsen \| Songs \| – \| \| 20. September 2002 – 3. Oktober 2002 2 Wochen \| 2 \| Outlandish \| Bread and Barrels of Water \| – \| \| 4. Oktober 2002 – 17. Oktober 2002 2 Wochen \| 2 \| Elvis Presley \| Elvis 30 #1 Hits \| – \| \| 18. Oktober 2002 – 24. Oktober 2002 1 Woche \| 1 \| Sort Sol \| Circle Hits the Flame - Best Off (opsamling 1991–2002) \| – \| \| 25. Oktober 2002 – 31. Oktober 2002 1 Woche \| 1 \| Céline Dion \| A New Day Has Come \| – \| \| 1. November 2002 – 7. November 2002 1 Woche (insgesamt 2) \| 2 \| Norah Jones \| Come Away with Me \| – \| \| 8. November 2002 – 14. November 2002 1 Woche \| 1 \| Hanne Boel \| Beware of the Dog \| – \| \| 15. November 2002 – 28. November 2002 2 Wochen \| 2 \| U2 \| The Best of 1990–2000 \| – \| \| 29. November 2002 – 26. Dezember 2002 4 Wochen \| 4 \| Jon \| The Side Up \| – \| \| 27. Dezember 2002 – 16. Januar 2003 3 Wochen (insgesamt 6) \| 6 \| Robbie Williams \| Escapology \| – \| |                                        |                                        |                                                        |                           |
| ← 2001 |                                        |                                        |                                                        | → 2003 →                  |
| Zeitraum | Wo. ges.                               | Interpret                              | Titel                                                  | Zusätzliche Informationen |
| (Zeitraum, Wochen auf Platz eins, Interpret, Titel, zusätzliche Informationen) |                                        |                                        |                                                        |                           |
| 3. Dezember 2001 – 10. Januar 2002 5 Wochen (insgesamt 6) | 6                                      | Kim Larsen & Kjukken                   | Sange fra glemmebogen                                  | –                         |
| 11. Januar 2002 – 17. Januar 2002 1 Woche (insgesamt 2) | 2                                      | Anastacia                              | Freak of Nature                                        | –                         |
| 18. Januar 2002 – 24. Januar 2002 1 Woche (insgesamt 6) | 6                                      | Kim Larsen & Kjukken                   | Sange fra glemmebogen                                  | –                         |
| 25. Januar 2002 – 31. Januar 2002 1 Woche (insgesamt 2) | 2                                      | Anastacia                              | Freak of Nature                                        | –                         |
| 1. Februar 2002 – 28. Februar 2002 4 Wochen | 4                                      | Saybia                                 | The Second You Sleep                                   | –                         |
| 1. März 2002 – 7. März 2002 1 Woche | 1                                      | D-A-D                                  | Soft Dogs                                              | –                         |
| 8. März 2002 – 14. März 2002 1 Woche | 1                                      | James Sampson                          | James                                                  | –                         |
| 15. März 2002 – 4. April 2002 3 Wochen | 3                                      | På Slaget 12                           | Let’s Dance                                            | –                         |
| 5. April 2002 – 23. Mai 2002 7 Wochen | 7                                      | (Verschiedene Interpreten)             | M:G:P 2002                                             | –                         |
| 24. Mai 2002 – 30. Mai 2002 1 Woche | 1                                      | Moby                                   | 18                                                     | –                         |
| 31. Mai 2002 – 6. Juni 2002 1 Woche (insgesamt 5) | 5                                      | Razz                                   | Kickflipper                                            | –                         |
| 7. Juni 2002 – 13. Juni 2002 1 Woche | 1                                      | C. V. Jørgensen                        | Fraklip fra det fjerne                                 | –                         |
| 14. Juni 2002 – 20. Juni 2002 1 Woche (insgesamt 5) | 5                                      | Razz                                   | Kickflipper                                            | –                         |
| 1. Juni 2002 – 27. Juni 2002 4 Wochen | 4                                      | David Bowie                            | Heathen                                                | –                         |
| 28. Juni 2002 – 18. Juli 2002 3 Wochen (insgesamt 5) | 5                                      | Razz                                   | Kickflipper                                            | –                         |
| 19. Juli 2002 – 8. August 2002 3 Wochen | 3                                      | Red Hot Chili Peppers                  | By the Way                                             | –                         |
| 9. August 2002 – 15. August 2002 1 Woche | 1                                      | Bruce Springsteen                      | The Rising                                             | –                         |
| 16. August 2002 – 29. August 2002 2 Wochen (insgesamt 3) | 3                                      | Brødrene Olsen                         | Songs                                                  | –                         |
| 30. August 2002 – 5. September 2002 1 Woche | 1                                      | Paul Krebs                             | Striber af lys                                         | –                         |
| 6. September 2002 – 12. September 2002 1 Woche | 1                                      | Coldplay                               | A Rush of Blood to the Head                            | –                         |
| 13. September 2002 – 19. September 2002 1 Woche (insgesamt 3) | 3                                      | Brødrene Olsen                         | Songs                                                  | –                         |
| 20. September 2002 – 3. Oktober 2002 2 Wochen | 2                                      | Outlandish                             | Bread and Barrels of Water                             | –                         |
| 4. Oktober 2002 – 17. Oktober 2002 2 Wochen | 2                                      | Elvis Presley                          | Elvis 30 #1 Hits                                       | –                         |
| 18. Oktober 2002 – 24. Oktober 2002 1 Woche | 1                                      | Sort Sol                               | Circle Hits the Flame - Best Off (opsamling 1991–2002) | –                         |
| 25. Oktober 2002 – 31. Oktober 2002 1 Woche | 1                                      | Céline Dion                            | A New Day Has Come                                     | –                         |
| 1. November 2002 – 7. November 2002 1 Woche (insgesamt 2) | 2                                      | Norah Jones                            | Come Away with Me                                      | –                         |
| 8. November 2002 – 14. November 2002 1 Woche | 1                                      | Hanne Boel                             | Beware of the Dog                                      | –                         |
| 15. November 2002 – 28. November 2002 2 Wochen | 2                                      | U2                                     | The Best of 1990–2000                                  | –                         |
| 29. November 2002 – 26. Dezember 2002 4 Wochen | 4                                      | Jon                                    | The Side Up                                            | –                         |
| 27. Dezember 2002 – 16. Januar 2003 3 Wochen (insgesamt 6) | 6                                      | Robbie Williams                        | Escapology                                             | –                         |